# Классический японский язык
Класси́ческий япо́нский язы́к (яп. 中古日本語 тю:ко нихонго), точнее по́здний старояпо́нский — период развития японского языка эпохи Хэйан — между 794 и 1185. Японский язык предыдущего периода считается старояпонским. Классический японский язык лёг в основу литературного языка Японии до 1945 г. — бунго.

## Общая характеристика
Ещё в старояпонском языке были переняты китайская письменность и система иероглифов для передачи японских текстов, в классический же период были добавлены новые способы письма — азбуки хирагана и катакана. Появление фонетических азбук привело к существенному упрощению письма и дало толчок развитию чисто японского литературного языка, далее последовал бурный расцвет японской литературы, появились такие произведения, как Гэндзи-моногатари, Исэ-моногатари и др.

## Фонемы
Следующие фонетические особенности характеризуют этот период:
- Преназализованные согласные перешли в звонкие.
- Возникли долгие гласные и закрытые слоги.
- Некоторые согласные в определённых случаях перестали произноситься.
- Изменилась мелодия и соответственно ритмическая структура языка, основной единицей ритма стал не слог, а мора — единица ритма, соответствующая короткой гласной.

Изменилась система слогов, вместо 88 базовых слогов возникла система из 66 слогов:
| a  | i  | u  | e  | o  |
| ka | ki | ku | ke | ko |
| ga | gi | gu | ge | go |
| sa | si | su | se | so |
| za | zi | zu | ze | zo |
| ta | ti | tu | te | to |
| da | di | du | de | do |
| na | ni | nu | ne | no |
| ha | hi | hu | he | ho |
| ba | bi | bu | be | bo |
| ma | mi | mu | me | mo |
| ya |    | yu |    | yo |
| ra | ri | ru | re | ro |
| wa | wi |    | we |    |

В результате этих изменений старая слоговая система дзёдай токусю канадзукай (яп. 上代特殊仮名遣)
потеряла актуальность, исчезло различие между двумя типами гласных «i», «e» и «o» — этот процесс начался в конце начале классического периода, а к концу периода разница в произношении гласных исчезла окончательно. Последними утраченными фонемами стали /ko1/ и /ko2/.
В течение X столетия /e/ и /ye/ слились в /e/, а в XI столетии /o/ и /wo/ слились в /o/.

## Фонетика

### Гласные
- /a/: [a]
- /i/: [i]
- /u/: [u]
- /e/: [je][1][2][3]
- /o/: [wo]

### Согласные

#### /k, g/
/k, g/: [k, g]

#### /s, z/
К этой группе согласных относят [s, z], [ts, dz] и [ʃ, ʒ]. Произношение варьируется в зависимости от последующего гласного звука, как и в современном японском.

#### /t, d/
/t, d/: [t, d]

#### /n/
/n/: [n]

#### /h/
/h/ продолжает отражать звук [ɸ] . В XI веке возникло исключение: интервокальное /h/ стало передавать [w].

#### /m/
/m/: [m]

#### /y/
/y/: [j]

#### /r/
/r/: [r]

#### /w/
/w/: [w]

## Грамматика

### Глаголы
Классический японский включает все восемь типов спряжений старояпонского и один новый тип: нижний моноряд (下一段).

#### Спряжения
| Класс глагола                | Ирреалис 未然形 | Соединительная форма 連用形 | Заключительная форма 終止形 | Определительная форма 連体形 | Реалис 已然形 | Императив 命令形 |
| ---------------------------- | --------------- | --------------------------- | --------------------------- | ---------------------------- | ------------- | ---------------- |
| Четверной ряд (四段)         | -a              | -i                          | -u                          | -u                           | -e            | -e               |
| Верхний моноряд(上一段)      | -               | -                           | -ru                         | -ru                          | -re           | -(yo)            |
| Верхний двойной ряд (上二段) | -i              | -i                          | -u                          | -uru                         | -ure          | -i(yo)           |
| Нижний моноряд (下一段)      | -e              | -e                          | -eru                        | -eru                         | -ere          | -e(yo)           |
| Нижний двойной ряд (下二段)  | -e              | -e                          | -u                          | -uru                         | -ure          | -e(yo)           |
| Неправильные К-формы (カ変)  | -o              | -i                          | -u                          | -uru                         | -ure          | -o               |
| Неправильные С-формы (サ変)  | -e              | -i                          | -u                          | -uru                         | -ure          | -e(yo)           |
| Неправильные Н-формы (ナ変)  | -a              | -i                          | -u                          | -uru                         | -ure          | -e               |
| Неправильные Р-формы (ラ変)  | -a              | -i                          | -i                          | -u                           | -e            | -e               |

#### Корни, базирующиеся на гласные и на согласные
Глаголы верхнего моноряда обладают корнем, оканчивающимся на гласную. Остальные восемь спряжений глагола оканчиваются на согласные.

#### Неправильные глаголы
Несколько глаголов относятся к неправильным спряжениям.
- Неправильные К-формы (カ変) k- «приходить»
- Неправильные С-формы (サ変) s- «делать»
- Неправильные Н-формы (ナ変) sin- «умирать» in- «ходить, умирать»
- Неправильные Р-формы (ラ変) ar- «быть», wor- «быть»

Неправильные классы спряжений именуется по согласной в конце корня.

### Прилагательные
В классическом языке используется два класса прилагательных — регулярные и неправильные.
Регулярные прилагательные делятся на два подтипа — те, которые в форме наречия (連用形) заканчиваются на -ku, и те, которые заканчиваются на -siku. Они определяют следующие два спряжения:
| Класс прилагательных | Ирреалис 未然形 | Соединительная форма 連用形 | Заключительная форма 終止形 | Определительная форма 連体形 | Реалис 已然形 | Императив 命令形 |
| -------------------- | --------------- | --------------------------- | --------------------------- | ---------------------------- | ------------- | ---------------- |
| -ku                  |                 | -ku                         | -si                         | -ki                          | -kere         |                  |
| -ku                  | -kara           | -kari                       | -si                         | -karu                        |               | -kare            |
| -siku                |                 | -siku                       | -si                         | -siki                        | -sikere       |                  |
| -siku                | -sikara         | -sikari                     | -si                         | -sikaru                      |               | -sikare          |

Формы -kar- и -sikar- — производные от глагола ar- «быть». В этих формах добавляется суффикс ar- в спряжениях -ku и -siku. Данное спряжение строится аналогично неправильным Р-формам глаголов на ar-. При этом -ua- упрощается в -a-.
Существительное, образованное от прилагательного, вместо оригинального nar- получает новую форму tar-:
| Тип  | Ирреалис 未然形 | Соединительная форма 連用形 | Заключительная форма 終止形 | Определительная форма 連体形 | Реалис 已然形 | Императив 命令形 |
| ---- | --------------- | --------------------------- | --------------------------- | ---------------------------- | ------------- | ---------------- |
| Nar- | -nara           | -nari -ni                   | -nari                       | -naru                        | -nare         | -nare            |
| Tar- | -tara           | -tari -to                   | -tari                       | -taru                        | -tare         | -tare            |

Формы nar- и tar- имеют общую этимологию. Форма nar- возникла от соединения частицы ni и Р-формы неправильного глагола ar- «быть»: ni + ar- > nar-. Форма tar- возникла от соединения частицы условия «to» и Р-формы неправильного глагола ar- «быть»: to + ar- > tar-. То есть, обе формы происходят от глагола «быть» ar-.

## Система письма
В классическом японском использовались три системы письма — поначалу манъёгана, в которой китайские иероглифы использовались также фонетически, а потом хирагана и катакана, в которых система фонетических иероглифов приобрела упрощённые формы.